# Mardraum: Beyond the Within
Mardraum: Beyond the Within – piąta płyta norweskiego zespołu Enslaved wydana 3 października 2000 roku przez francuską wytwórnię płytową Osmose Productions.

## Lista utworów
| Nr  | Tytuł utworu                       | Długość |
| --- | ---------------------------------- | ------- |
| 1.  | „Større enn Tid - Tyngre enn Natt” | 10:06   |
| 2.  | „Daudningekvida”                   | 3:30    |
| 3.  | „Inngang-Flukt”                    | 7:42    |
| 4.  | „Ormgard”                          | 5:28    |
| 5.  | „Æges Draum”                       | 4:42    |
| 6.  | „Mardraum”                         | 3:39    |
| 7.  | „Det Endelege Riket”               | 5:19    |
| 8.  | „Ormgard II: Kvalt i Kysk Høgsong” | 3:44    |
| 9.  | „Krigaren eg Ikkje Kjende”         | 6:31    |
| 10. | „Stjerneheimen”                    | 5:46    |
| 11. | „Frøyas”                           | 1:54    |
|     |                                    | 58:21   |

## Twórcy
- Grutle Kjellson – śpiew, gitara basowa
- Ivar Bjørnson – gitara, instrumenty klawiszowe
- Richard Kronheim – gitara elektryczna, gitara akustyczna, śpiew, instrumenty perkusyjne
- Per "Dirge Rep" Husebø – instrumenty perkusyjne
- Lars Szöke – inżynieria dźwięku
- Peter Tägtgren – miks albumu